# The Wall Street Journal
Il Wall Street Journal è un quotidiano internazionale pubblicato a New York negli Stati Uniti, con una media a livello mondiale di oltre 2 milioni di copie stampate giornalmente. È il quotidiano a maggiore diffusione negli Stati Uniti.
Il Wall Street Journal pubblica anche un'edizione europea, diffusa in circa 80 000 copie, di cui circa 8000 per l'Italia, e una per l'Asia. È considerato «il giornale più influente nel mondo finanziario». Il suo principale rivale come quotidiano finanziario è il Financial Times di Londra, anch'esso pubblicato in varie edizioni internazionali. Inoltre è pubblicato anche online con un sito a pagamento. Il sito web del quotidiano conta oltre un milione di abbonati, che ne fanno il primo quotidiano statunitense online.

## Descrizione
Il Wall Street Journal si occupa principalmente di affari e finanza, sia statunitense che internazionale. Il nome della testata si riferisce a Wall Street, la famosa via al centro del cuore finanziario di New York. Fu fondato l'8 luglio 1889 da Charles Dow, Edward Jones e Charles Bergstresser, ed è stato vincitore del Premio Pulitzer ventinove volte.
Dal 1995 il giornale pubblica a cadenza annuale, in collaborazione con il think tank The Heritage Foundation, l'Indice della libertà economica, classifica basata su 10 criteri che si propone di valutare la libertà economica per ogni Stato del mondo.
Il 31 luglio 2007 la News Corporation (oggi News Corp) di Rupert Murdoch ha acquisito la proprietà del giornale rilevandolo dalla Dow Jones & Company, l'azienda che cura gli indici alla Borsa di New York. La transazione è costata 5,6 miliardi di dollari. L'obiettivo del magnate australiano è quello di spodestare il New York Times dal ruolo di unico quotidiano di interesse nazionale negli Stati Uniti.

## Giornalisti

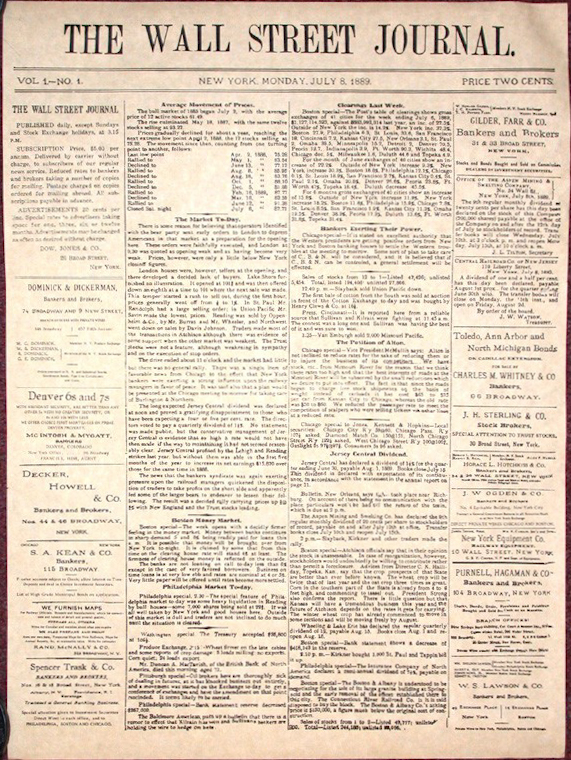
Prima pagina del primo numero del Wall Street Journal dell'8 luglio 1889

- Steve LeVine
- Paul Zane Pilzer